# Daniel Seizinger
Daniel Seizinger (* 9. Juli 1887 in Mannheim; † 15. September 1942 in Stuttgart) war ein deutscher kommunistischer Widerstandskämpfer gegen den NS-Staat.

## Leben
Daniel Seizinger stammte aus einer Mannheimer Familie. Nach dem Abschluss seiner Schulausbildung absolvierte er eine Ausbildung zum Rundfunkmonteur. Er arbeitete im Radiogeschäft von Karl Buchardt auf dem Luzenberg. Nach dem Ersten Weltkrieg trat er aus der SPD aus. Während der Weimarer Republik trat er in die Kommunistische Partei Deutschlands (KPD) ein, weil er in ihr die Kraft für die Verhinderung des aufkommenden Nationalsozialismus sah. Im April 1933 wurde er in „Schutzhaft“ genommen. Nachdem er nach einem Jahr entlassen worden war, wurde er noch im Juni des gleichen Jahres 1934 von einem Gericht wegen Besitz von Flugblättern und „Vorbereitung zum Hochverrat“ zu einer Gefängnisstrafe von anderthalb Jahren verurteilt.
Im Zweiten Weltkrieg schloss er sich der Widerstandsorganisation um Georg Lechleiter an, in der zahlreiche Nazigegner – Parteilose, Kommunisten und Sozialdemokraten – Aufklärungs- und Kampfschriften gegen die Kriegführung des NS-Regimes herstellten und verbreiteten. Weil er seinem Arbeitgeber Burchardt vertraute, hatte er ihm ein Exemplar der Zeitung „Der Vorbote“ gegeben, die dieser dem Reichssicherheitshauptamt weiterleitete. Deshalb gehörte Seizinger zu den 19 Hingerichteten, die der Volksgerichtshof 1942 zum Tode verurteilte. Seizinger wurde im Landgericht von Stuttgart mit dem Fallbeil hingerichtet.

## Erinnerung
- Seit 1988 erinnert auf dem Lechleiter-Platz in Mannheim ein Bronzedenkmal des Bildhauers Manfred Kieselbach an die Lechleiter-Widerstandsgruppe, zu der auch Daniel Seizinger gehörte.

- In Mannheim erinnert auch der Daniel-Seizinger-Weg an ihn.[2]